# Grégory Bettiol
Grégory Bettiol (Villefranche-sur-Saône, 30 marzo 1986) è un ex calciatore francese, di ruolo attaccante.

## Carriera
Ha giocato in massima serie con le maglie di Olympique Lione e Troyes.